# Дарунок моря
«Дарунок моря» (англ. Gift from the Sea) — книга американської письменниці Енн Морроу Ліндберг, яка вперше вийшла 1955 року у видавництвім Pantheon Books.

## Сюжет
Під час відпустки на острові Каптіва у Флориді на початку 1950-х років Ліндберг написала цю роботу в стилі есе, збираючи на пляжі мушлі для натхнення та розмірковуючи про життя американців, зокрема американських жінок, у середині XX століття. Під час свого візиту вона ділиться своїми роздумами про молодість і старість, кохання і шлюб, мир, усамітнення і задоволення.

## Теми
Іноді її класифікують як приклад літератури, що надихає, але вона пророкує багато тем цього жанру популярної літератури: простоту, усамітнення і турботу про душу.

## Огляди
«Дарунок моря» продано накладом понад 3 мільйони примірників і перекладено 45 мовами світу. За версією Publishers Weekly, книга стала головним нон-фікшн бестселером у США за 1955 рік.